# Eucithara ubuhle
Eucithara ubuhle é uma espécie de gastrópode do gênero Eucithara, pertencente à família Mangeliidae.